# Luciana Vedovelli
Luciana Vedovelli Levi, connue sous le nom Luciana Vedovelli (née le 7 septembre 1932 à Milan), est une actrice et scénographe italienne.

## Filmographie partielle

### Comme actrice
- 1952 : Les Fiancés de Rome (Le ragazze di Piazza di Spagna) de Luciano Emmer
- 1952 : La prigioniera di Amalfi de Giorgio Cristallini
- 1952 : Don Lorenzo (it) de Carlo Ludovico Bragaglia
- 1952 : Il segreto delle tre punte de Carlo Ludovico Bragaglia
- 1952 : A fil di spada de Carlo Ludovico Bragaglia
- 1952 : Histoires interdites (Tre storie proibite) d'Augusto Genina
- 1952 : Marito e moglie d'Eduardo De Filippo
- 1952 : Sur le pont des soupirs (Sul ponte dei sospiri) d'Antonio Leonviola
- 1953 : Jeunes Mariés de Gilles Grangier
- 1954 : La grande avventura de Mario Pisu
- 1955 : Figaro, il barbiere di Siviglia d'Antonio Leonviola
- 1955 : Torna piccina mia de Carlo Campogalliani

### Comme scénographe
- 1969 : La Semence de l'homme (Il seme dell'uomo) de Marco Ferreri
- 1971 : L'Audience (L'udienza) de Marco Ferreri
- 1972 : Liza (La cagna) de Marco Ferreri
- 1974 : Touche pas à la femme blanche ! (Non toccare la donna bianca) de Marco Ferreri